# ای‌تی‌اس
ای‌تی‌اس (انگلیسی: Automobili Turismo e Sport) شرکت خودروسازی ایتالیایی است، که در سال ۱۹۶۳ تأسیس شد.